# Агафи, Дмитрий Александрович
Дмитрий (Димитрий) Александрович Ага́фи (? — 1795, г. Астрахань) — востоковед-практик, член Падуанской и Пизанской академий, директор Астраханского главного народного училища (позднее — гимназии), открытого 22 сентября 1788 года. Автор статей в «Трудах» Вольного экономического общества.
По национальности грек. Сыновья: Александр, Виктор, оба студенты Казанского университета
В 1789 году преподавал в трёх высших классах училища арабский, персидский и турецкий языки.
Дом Д. А. Агафи был в Астрахани центром общения деятелей культуры. В домашнем салоне Дмитрий Александрович представлял слушателям свои новые переводы восточной поэзии, а его сын Александр — свои первые басни.
Биографические данные о Д. А. Агафи С. А. Венгерову сообщил Н. Н. Петров (Венгеров, 1889, С.107).